# HD 190228 b
HD 190228 b는 여우자리 방향으로 지구로부터 약 203광년 떨어진 곳에 있는 외계 행성이다. 시번 연구진이 2001년 7월 발견했다.
어머니 항성을 1146일에 1회 돌고 있으며, 최소 질량은 목성의 4.49배이다. 그러나 정확한 질량은 이 행성의 궤도경사각을 알아야 밝힐 수 있다. 질량으로 보아 가스 행성으로 보이며, 항성으로부터 2.25 천문단위(3억 3,600만 킬로미터) 떨어져 돌고 있다. 궤도이심률은 49.9퍼센트로 항성에 가장 가까워질 때는 1.13 천문단위로 지구 궤도보다 조금 먼 거리까지 접근하다가, 멀어질 때는 3.37 천문단위로 화성과 목성 궤도 중간까지 떨어진다. 공전 속도는 초당 21.4 킬로미터 수준이다.
천문학자들은 다른 수많은 외계 행성들과 마찬가지로 이 행성 역시 도플러 분광법을 이용하여 발견하였다. 이는 행성이 항성에 중력적으로 영향을 미치는 것을 이용, 간접적으로 그 존재를 밝혀내는 방법이다.

## 참고 문헌
- Chen;  외. (2001). “The companion of HD 190228: Planet or brown dwarf?”. 《A&A》 (영어) 374: L1–L4. doi:10.1051/0004-6361:20010790.
- Sivan;  외. (2004). “A planetary companion to HD 190228”. 《Planetary Systems in the Universe》 (영어): 124.